# Championnat d'Islande de football de deuxième division 2009
Navigation
Saison précédente Saison suivante
Le Championnat d'Islande de football D2 2009 est la 55e édition du championnat de D2 islandaise. À l'issue de la saison deux clubs sont promus en Landsbankadeild et deux sont relégués en 2. deild karla.
L'UMF Selfoss remporte le titre après avoir fini à la troisième place lors de la saison passée. Haukar Hafnarfjörður termine second à trois points du champion. Il complète le duo de clubs qui accède à l'élite islandaise pour la saison 2010.
Le promu Afturelding Mosfellsbær fait l'ascenseur et redescend en 2. deild karla pour la saison 2010 en compagnie du Vikingur Ólafsvík.

## Les 12 clubs participants
- Afturelding Mosfellsbær (P)
- Haukar Hafnarfjörður
- ÍA Akranes (R)
- IR Reykjavik (P)
- KA Akureyri
- KF Fjarðabyggðar
- Leiknir Reykjavík
- HK Kopavogur (R)
- Vikingur Ólafsvík
- Þór Akureyri
- UMF Selfoss
- Víkingur Reykjavík

(R) Relégué de Landsbankadeild 

(P) Promu de 2. deild karla 

## Classement
| #   | Club                    | Joués | Gagnés | Nuls | Perdus | Buts pour | Buts contre | Diff. de buts | Points |                              |
| --- | ----------------------- | ----- | ------ | ---- | ------ | --------- | ----------- | ------------- | ------ | ---------------------------- |
| 1.  | UMF Selfoss             | 22    | 15     | 2    | 5      | 53        | 26          | +27           | 47     | Promu en Pepsi Deildin karla |
| 2.  | Haukar Hafnarfjörður    | 22    | 13     | 5    | 4      | 44        | 28          | +16           | 44     | Promu en Pepsi Deildin karla |
| 3.  | HK Kopavogur            | 22    | 11     | 3    | 8      | 36        | 28          | +8            | 36     |                              |
| 4.  | KF Fjarðabyggðar        | 22    | 11     | 3    | 8      | 32        | 33          | -1            | 36     |                              |
| 5.  | KA Akureyri             | 22    | 10     | 5    | 7      | 32        | 24          | +8            | 35     |                              |
| 6.  | Þór Akureyri            | 22    | 10     | 1    | 11     | 33        | 35          | -2            | 31     |                              |
| 7.  | Leiknir Reykjavík       | 22    | 7      | 8    | 7      | 32        | 33          | -1            | 29     |                              |
| 8.  | IR Reykjavik            | 22    | 9      | 2    | 11     | 40        | 46          | -6            | 29     |                              |
| 9.  | ÍA Akranes              | 22    | 7      | 7    | 8      | 26        | 27          | -1            | 28     |                              |
| 10. | Víkingur Reykjavík      | 22    | 7      | 5    | 10     | 36        | 34          | +2            | 26     |                              |
| 11. | Afturelding Mosfellsbær | 22    | 3      | 7    | 12     | 25        | 45          | -20           | 16     | Relégué en 2. deild karla    |
| 12. | Vikingur Ólafsvík       | 22    | 3      | 4    | 15     | 24        | 54          | -30           | 13     | Relégué en 2. deild karla    |

## Clubs Champion, relégués et promus

### Champion de 1. deild karla 2009
- UMF Selfoss

### Promus enPromu en Pepsi-deildin karla
Deux clubs sont promus de 1. deild karla pour la saison 2010 :
- UMF Selfoss (Champion)
- Haukar Hafnarfjörður (Vice-champion)

### Relégués
Deux clubs sont relégués en 2. deild karla pour la saison 2010 :
- Afturelding Mosfellsbær
- Vikingur Ólafsvík